# 耶米耶爾維

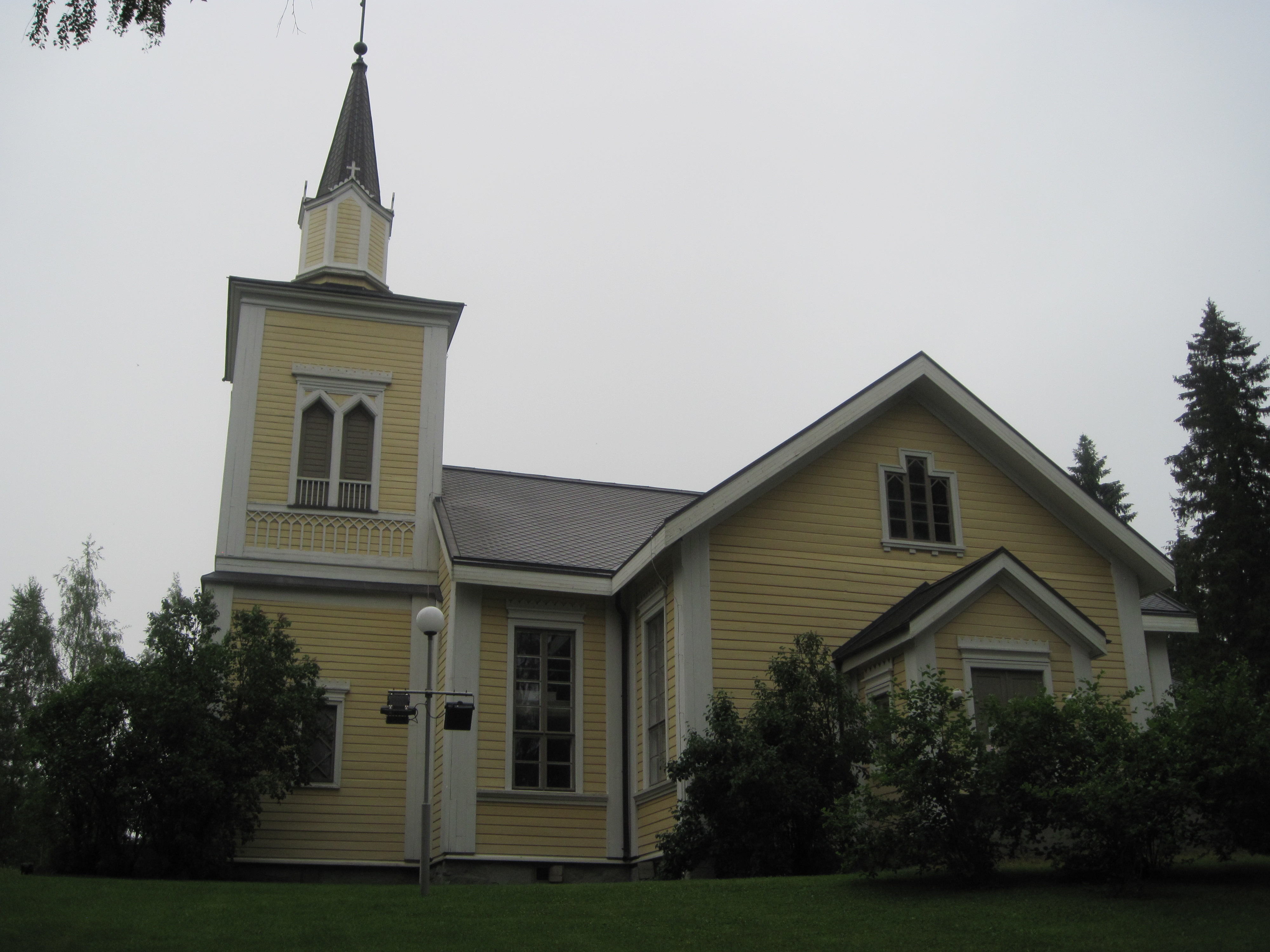
耶米耶爾維教堂

耶米耶爾維（芬蘭語：Jämijärvi）是芬蘭的市鎮，位於該國西南部，在薩塔昆塔區内，始建於1865年，面積224.33平方公里，2013年人口1,997，人口密度為每平方公里9.32人。

## 外部連結
- 耶米耶爾維市镇官方网站 （页面存档备份，存于） （文） （英文） （中文）